# Réserve marine des Îles Columbretes
Le  Réserve marine des Îles Columbretes est une aire protégée créée dans la Communauté valencienne en 1990,.
Cette zone est gérée par Natura 2000 définie par la Convention de Ramsar pour le développement des cycles biologiques de nombreuses espèces qui l'utilisent tant dans leurs migrations que dans leur nidification ou hivernage.

## Description

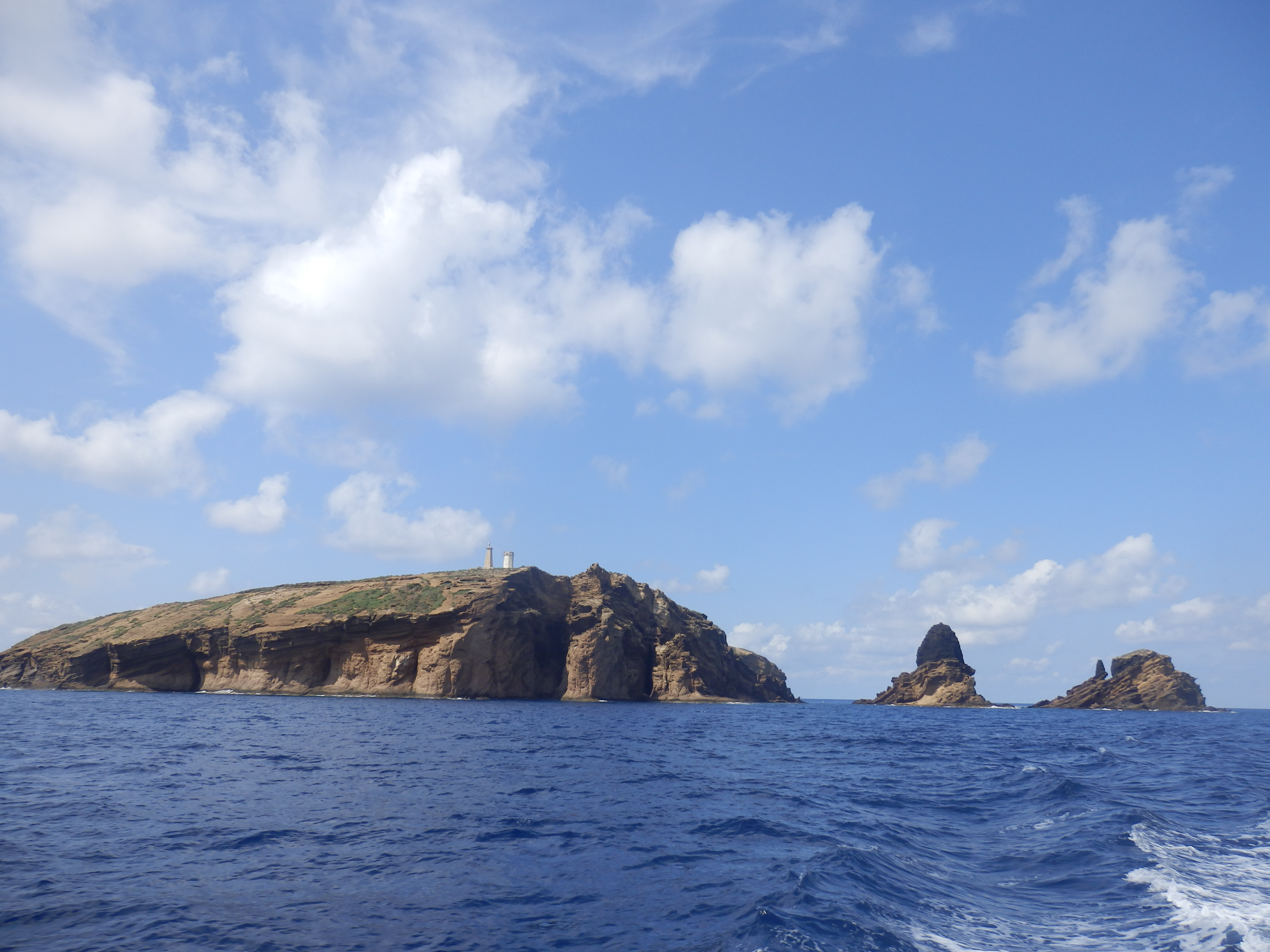
Columbrete Grande et son phare.

La zone maritime protégée des Îles Columbretes, d'origines volcaniques, couvrent une superficie de 4 959 hectares (dont 19 ha de terre, le reste étant la réserve marine) et ont été déclarées parc naturel par la Généralité valencienne le 19 avril 1990. 
L'archipel est constitué de quatre petits ensembles d'îles et d'îlots ; Columbrete Grande  (où l'on peut reconnaître l'ancien cratère volcanique), La Ferrera, le La Foradá et El Carallot.

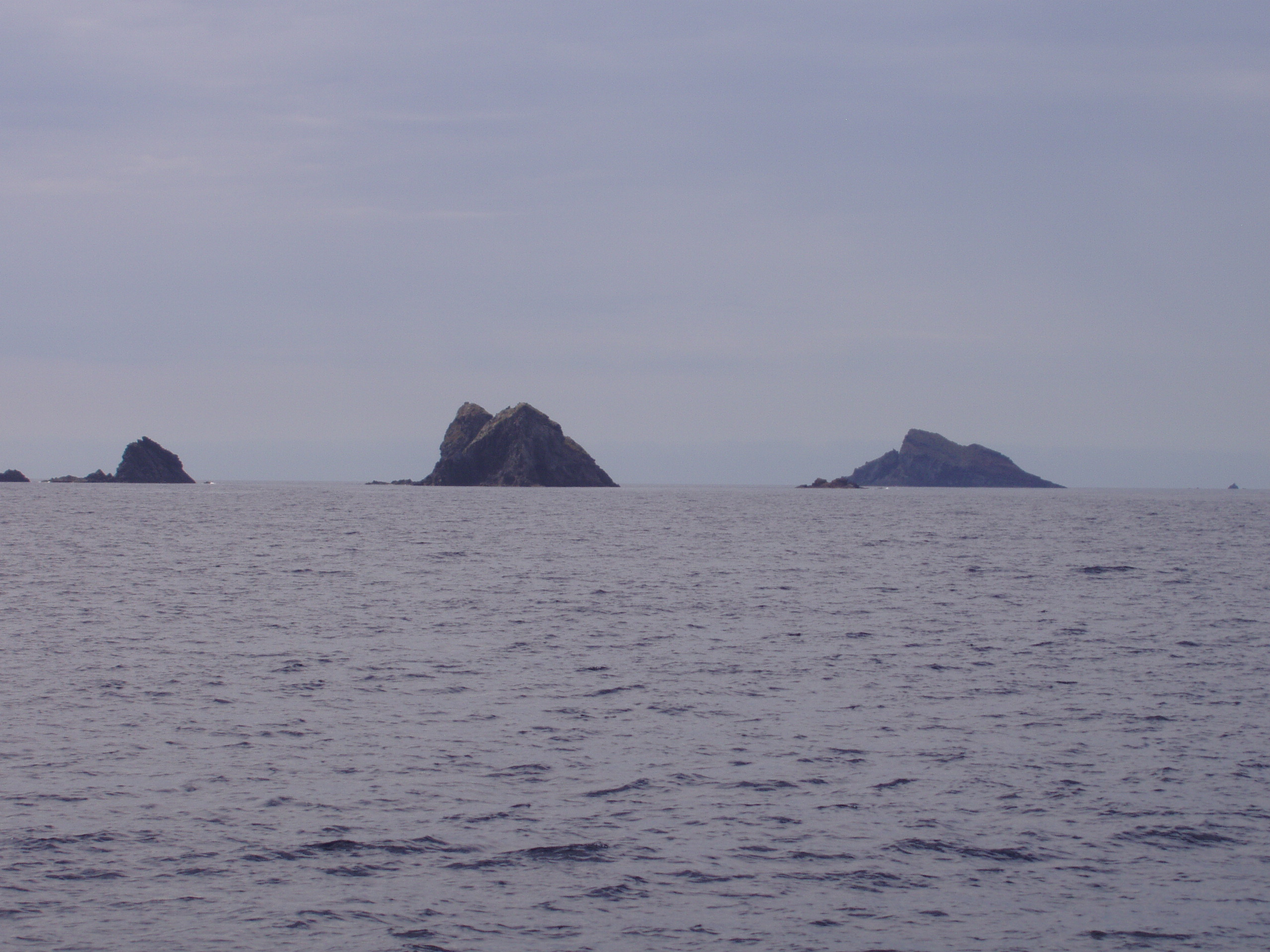
La Ferrara et La Forada.

Elle est également déclarée comme : Aire spécialement protégée d'importance méditerranéenne (ASPIM), Site d'importance communautaire (SIC), Zone de protection spéciale (ZPS) de la Directive Oiseaux et microréserve de flore.
Actuellement, les îles ne sont habitées que par des gardes et des techniciens, et le règlement du parc autorise uniquement la visite de la Columbrete Grande (es), ainsi que les travaux de récupération du milieu naturel (éradication des espèces introduites, récupération du couvert végétal, protection des oiseaux nicheurs), à condition de ne pas collecter de minéraux, de plantes ou d'animaux (entre autres mesures).

### Orographie
Les îles constituent un ensemble aride de quatre groupes d'îles volcaniques posées sur des fonds marins de 80 m de profondeur et couvrant une couverture de 3 milles marins. Il existe de nombreux rochers et bas-fonds dans l'archipel, ainsi que la présence nombreuse de cratères et de cheminées volcaniques.
La géomorphologie, la végétation et la faune des îles sont entièrement façonnées par l'action de la mer, puisque les processus érosifs produits par les agents climatiques sculptent en permanence le paysage des îles.

## Diversité biologique

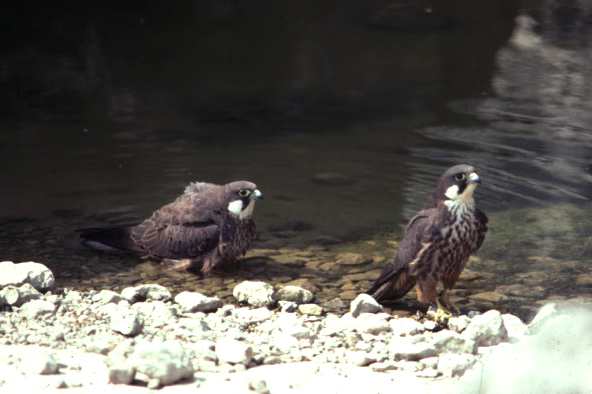
Faucon d'Éléonore.

Actuellement, l'archipel est une réserve naturelle qui abrite certaines espèces en danger d'extinction, comme le faucon d'Éléonore (Falco eleonorae) et le goéland d'Audouin (Ichthyaetus audouinii) et ses fonds marins sont une réserve de pêche très importante qui contribue à la régénération de nombreuses espèces présentes dans la région, comme la langouste rouge (Palinurus elephas).
La seule végétation qui existe actuellement est basse, sous forme de garrigue, et grâce aux travaux de protection et de régénération, elle recouvre une grande partie des îles. Concernant la faune, il y a eu l'extinction des nombreux serpents qui s'y trouvaient et qui donnaient leur nom aux îles.

### Végétation
Une grande partie de la végétation de l'île a été détruite par les anciens colons pour fabriquer du bois de chauffage et l'introduction d'animaux domestiques (lapins, chèvres, cochons) a contribué à éliminer davantage la rare végétation de l'île.
Deux espèces végétales endémiques se distinguent dans l'archipel : l'alysson maritime (Lobularia maritima columbretensis) et la luzerne arborescente (Medicago arborea).
Ce n'est qu'à La Ferrera que sont conservés les derniers vestiges de la végétation originale (qui couvrait autrefois également toute la Columbretes Grande), comme le palmier nain (Chamaerops humilis), le pistachier lentisque (Pistacia lentiscus) et la salsepareille d'Europe (Smilax aspera). Columbretes Grande est principalement recouverte de soude ligneuse (Suaeda vera), qui est la plante prédominante de l'archipel.
Dans les zones les plus proches de la mer, on trouve également de la criste marine (Crithmum maritimum) et de la carotte sauvage (Daucus carota), tandis que dans les parties les plus élevées, les broussailles de soude ligneuse et la luzerne arborescente abondent.

### Faune
De leur côté, des oiseaux marins comme le faucon d'Éléonore, le goéland d'Audouin, le puffin de Scopoli (Calonectris diomedea) ou le cormoran huppé (Phalacrocorax aristotelis), nichent sur les îles, car ils sont les seuls puisque les îles constituent un point de transit important pour les routes migratoires de l'Europe vers l'Afrique.

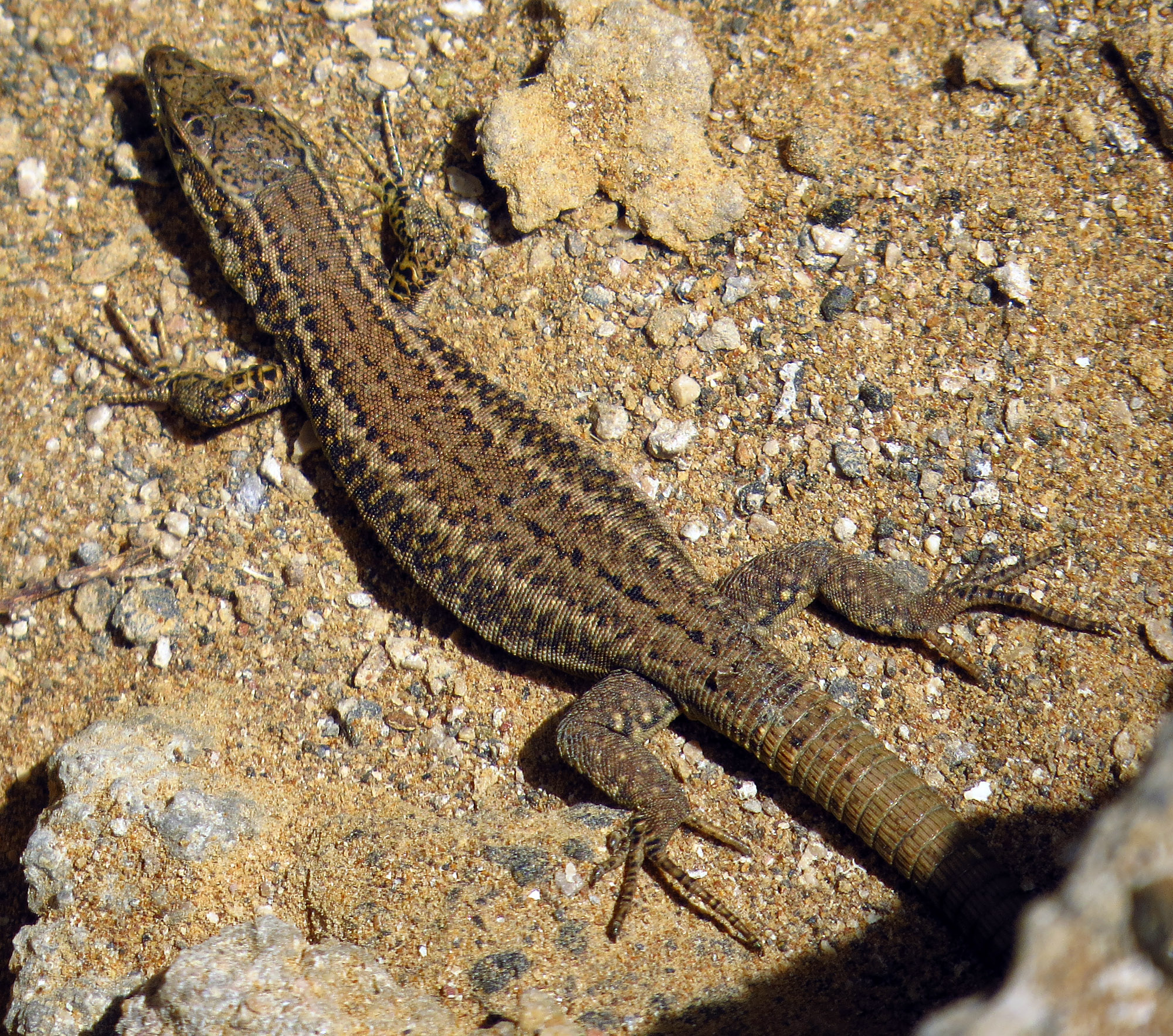
Podarcis hispanicus.

L'existence d'une sous-espèce endémique du lézard ibérique connue sous le nom de lézard Columbretes ou sargantana (Podarcis atrata (es)) est également importante, outre la présence de 10 autres espèces d'insectes endémiques.
Tandis qu'à l'intérieur des eaux on peut trouver des algues laminaires (très rares en Méditerranée), ou du corail rouge (Corallium rubrum) , ainsi qu'un grand nombre de poissons (comme la dorade royale). De plus, les îles constituent également un espace important réservé à l'élevage et à la reproduction des langoustes rouges.

### Réserve marine
La réserve marine a la forme d'un quadrilatère, entièrement située dans les eaux extérieures, tandis que la zone émergée est la réserve naturelle des Îles Columbretes, qui a une superficie de 19 hectares.
Les 30 milles qui séparent les îles Columbretes de Castellón, ainsi que leurs caractéristiques de petits îlots volcaniques, ont constitué une forme de protection du milieu marin.
Les îles ont été classées parc naturel par la Communauté valencienne en 1988 et sont actuellement classées réserve naturelle. La nécessité de protéger les espèces d'intérêt pour la pêche face à la baisse des captures a motivé la création de la réserve marine, qui a culminé en 1989.
Entourés d’eaux transparentes et de parois abruptes immergées, ils offrent les conditions idéales pour accueillir une biodiversité marine riche et variée.
Les fonds marins de la réserve marine présentent une grande variété de milieux : murs et cavités, lits détritiques de sable et de pierre, maërl et herbiers marins (Cymodocea nodosa).
Les principales communautés marines méditerranéennes, séparées principalement par l'éclairage, l'hydrodynamisme et le type de fond, sont représentées dans l'archipel. Les fonds des Columbretes présentent une couverture algale dense qui atteint des profondeurs considérables et permet le développement d'intéressantes communautés de ces espèces. Des espèces caractéristiques telles que les algues brunes (Laminaria) sont communes à Columbretes.
On distingue les populations de poissons comme les mérous (Epinephelus marginatus), les populations de grande nacre (Pinna nobilis) et de langouste rouge (Palinurus elephas), d'une grande importance pour la pêche ; ou la gorgone rouge (Paramuricea clavata).